# 羽賀研二未公開株詐欺事件
羽賀研二未公開株詐欺事件（はがけんじみこうかいかぶさぎじけん）は、元タレント・俳優の羽賀研二（本名：當眞美喜男）による未公開株に絡む事件。

## 概要

### 詐欺事件
2001年2月、羽賀は知人の不動産会社社長に医療関連会社の未公開株を売却する契約を交わし、不動産会社社長は2001年7月から10月にかけ4回の分割払いで290株分と仲介料でおよそ3億7000万円分を羽賀に支払った。しかし、不動産会社社長が購入した価格は1株120万円で実際の購入価格の1株40万円の3倍であり、羽賀は2億数千万円の利益を得ていた。また不動産会社社長は2003年に税務署から医療関連会社が株購入していた2001年8月時点で経営破綻していたことを知らされており、羽賀は不動産会社社長に経営破綻した事実を知らせないまま未公開株売買の代金を受け取っていたことになる。
不動産会社社長によると、羽賀は「通常はもっと高い」「芸能人の僕だから、ルートがあって1株120万円で買える」「みんなが売ってくれと申し出ている」「絶対に損はさせない。元本保証する」「買ってくれると僕は取締役になれる。もう芸能界はイヤ」などと執拗に購入を促し、深夜0時から午前6時までしつこく電話をかけて売りつけ、未公開株購入の中止も考えていることを伝えると羽賀から「一度オーケーしたらダメ」としつこく支払いを催促されたと主張している。損害を被った不動産会社社長は羽賀と交わしていた「上場後に損失が出たら、元本を保証する」という確認書を元に羽賀に返済を求めると、羽賀は不動産会社社長に対して「上場前に破綻しているから元本は保証する必要は無い」「株を持っていた僕も被害者」と拒否して連絡を絶った。

### 恐喝（二項）未遂事件
羽賀に対して約4億円（2002年に倒産した医療関連会社未公開株の3億7000万円と別の未返済の融資約3000万円）の返還などを求めた不動産会社社長は、2006年6月上旬に渡辺二郎と山口組系暴力団幹部2人の計4人が出席する大阪市天王寺区のホテルの一室において、1000万円を支払う以外の賠償請求権を放棄するとの確認書を示されながら「署名せなんだら、渡辺らに連れて行かれるで」「どないするんじゃい」と脅され、債務帳消しを迫られた。羽賀はこの現場にいなかったものの、渡辺から電話で報告を受けるなど共謀したとされている。

## 訴訟

### 詐欺罪・恐喝未遂罪
2007年6月30日、羽賀研二、渡辺二郎、吉川銀二、指定暴力団山口組系極心連合会関係者2人の計5人が恐喝（二項）容疑で逮捕された。嫌疑不十分で不起訴処分となった吉川を除く4人が7月21日に恐喝未遂罪で起訴された。同年10月11日、羽賀を詐欺事件について詐欺罪で追起訴した。
暴力団山口組系極心連合会関係者2人は罪を認めて恐喝未遂罪の有罪が確定した。
2008年11月28日、大阪地裁（中川博之裁判長）は「被害者の言動に全幅の信頼を置くことはできず、詐欺罪については合理的な疑いが残る。恐喝の実行行為もない」として羽賀と渡辺について無罪判決を言い渡した。最大の争点は不動産会社社長が株の元値を知っていたかどうかについてであるが、不動産会社社長が株の元値を知っていたとする元歯科医の証言が採用されたためであった。
しかしこの判決後、元歯科医の証言に矛盾点が浮上し、後述のように偽証罪で起訴され2010年11月に大阪地裁で有罪判決が下されるに及んだ。このことは羽賀や渡辺の裁判にも影響を与えた。
2011年6月17日、大阪高裁（古川博裁判長）は一審の無罪判決を破棄し、羽賀に懲役6年（求刑：懲役8年）、渡辺に懲役2年（求刑：懲役4年）の実刑判決を言い渡した。羽賀は無罪を立証するカフェの元店長を証人として法廷で証言させたが、判決では「にわかに信用できない」として証拠に採用されなかった。羽賀と渡辺は判決を不服として最高裁に上告した。
2013年3月28日、最高裁第一小法廷（横田尤孝裁判長）は上告を棄却する決定を出したため、羽賀を懲役6年、渡辺を懲役2年とした二審・大阪高裁の判決が確定した。

### 偽証罪
2009年8月の公判で元歯科医が「2001年に東京で診療所を開設していた頃に週に1、2回行っていたカフェで不動産会社社長と会った。羽賀が席を離れたとき、『40万円で仕入れた株を120万円で買ってもうかるのか』と尋ねると、不動産会社社長は『損はない。上場したら何十倍ももうかる』と答えた」と証言。また羽賀との関係について「羽賀とはカフェで初めて会ってからの交流だが、カフェ以外では飲食したことはなく、歯の治療をした程度の間柄で面識がある程度の知人に過ぎない」と述べた。その場にいたとされた不動産会社社長は「まったく覚えがない」と述べたが、一審では「被害者の言動に全幅の信頼を置くことはできず、合理的な疑いが残る」と判断されて、羽賀らに無罪判決が出ていた。
しかし、捜査当局の捜査により、歯科医は
- 歯科医が羽賀とはサイパンやバリに海外旅行をし、ハワイの結婚式に出席する写真
- 羽賀から歯科医側への100回超に上る通話記録
- 歯科医が羽賀逮捕翌日に「いつでもうごきます。生涯の友より」という電子メールを送信

などのように羽賀と極めて親密な関係にあったことが判明。
捜査当局は「面識がある程度」と偽証し、親密だからこそ偽証の動機があると判断し、捜査を進める。さらに、株価の元値を話した時期について「東京・銀座で診療所を開設していた頃」との証言について「歯科医は東京における診療所開設は2002年であり、2001年以前は沖縄県内の診療所に常勤していた」として、「株価の元値を話したとする時期に不動産会社社長と会ったこと自体が嘘」として偽証罪で起訴した。
弁護側は「辻褄の合わない証言は勘違いであり故意はない」「視力が低下して資料が読み込めないなど、当時の記憶が減退している」「歯科医は有名人好きの人物。チャンスがあれば写真を頼み、親しいとアピールしたがる。タレントとファンの垣根を越えるほど親しいわけではない」として無罪を主張した。
2010年11月25日、大阪地裁（岩倉広修裁判長）は「証言は客観的真実に反し、徳永被告もそれを認識していた」として元歯科医に偽証罪で懲役1年6月、執行猶予3年の有罪判決を言い渡した。
2011年10月20日、大阪高裁（的場純男裁判長）は「男性から株の話を聞いたと証言しているが、そのころ被告は沖縄に住んでおり、虚偽というべきだ」として一審・大阪地裁の判決を支持、弁護側の控訴を棄却した。
2012年4月2日、最高裁第二小法廷（須藤正彦裁判長）は上告を棄却する決定を出したため、有罪判決が確定した。

### 民事訴訟・強制執行妨害罪
2011年、不動産会社社長が羽賀に計約3億9700万円の返還を求める訴訟を大阪地裁に起こした。
2016年10月27日、大阪地裁（森田浩美裁判長）は羽賀に全額の支払いを命じた。2017年1月11日、羽賀は妻と離婚した上で所有する16物件の不動産の名義を財産分与という形で元妻に譲渡したが、このことについて捜査当局に偽装離婚による財産隠しにあたると判断され、2019年1月18日に強制執行妨害罪で羽賀と元妻が逮捕されて、同年2月8日に起訴された。
2020年3月18日、那覇地裁（大橋弘治裁判長）は羽賀に懲役1年6か月、元妻に懲役1年6月、執行猶予3年の判決をそれぞれ言い渡した。羽賀は判決を不服として控訴した。
2020年9月10日、福岡高裁那覇支部（大久保正道裁判長）は、懲役1年6か月の一審判決を破棄、羽賀に懲役1年2か月の実刑判決を言い渡した。また元妻に対しても刑を減軽し、懲役1年2か月、執行猶予3年の有罪判決を言い渡した。10月5日、羽賀が最高裁への上告を取り下げ、懲役1年2か月とした福岡高裁那覇支部の判決が確定したことが報じられた。これによって再び沖縄刑務所に収容され、服役することとなった。
2021年1月6日、最高裁第二小法廷（草野耕一裁判長）は元妻の上告を棄却する決定を出したため、元妻の有罪判決が確定した。羽賀は2021年9月、沖縄刑務所から釈放。その後沖縄の人材派遣会社で働きながら芸能活動を再開した。

## その他
山下真司の義理の息子（夫人の連れ子）の森部達也が2008年3月8日に自殺を遂げた。
報道によると、森部はミツミ電機創業者である森部一の四男として莫大な遺産の一部を相続していたが、羽賀が勧めていた医療関連会社の未公開株を購入して損害を被り、都内のマンションを買値の半値近い破格の金額で羽賀に売却していたことなどが報じられている。